# Poesías (Tiziano)
Poesías es la denominación de una serie de seis obras pictóricas de Tiziano creadas entre 1553 y 1562 para Felipe II de España. Todas ellas son de tema mitológico (extraídos de Las Metamorfosis de Ovidio, pero tratados con gran libertad) y contienen ejemplos de desnudo femenino. Su técnica es el óleo sobre lienzo y sus dimensiones y formato son muy similares (con excepción de la primera de ellas, Dánae recibiendo la lluvia de oro, ahora más apaisada debido a un corte en su borde superior). Estilísticamente son un destacado muestrario de los recursos de la escuela veneciana en el punto al que la había llevado el maestro Tiziano, ya en las épocas finales de su extensa carrera (tenía ya más de sesenta años), superado el Renacimiento pleno y abierto el Manierismo.

## Creación, destino y dispersión
Las obras fueron resultado no solo de un encargo del rey ni de una decisión creativa del pintor, sino del intercambio de ideas entre ambos, que se comunicaban frecuentemente por carta. Posiblemente, la decisión inicial de realizarlas se tomó en la entrevista que mantuvieron en Augsburgo en 1551. No se pensaron para ser exhibidas en ningún espacio concreto, pero terminaron en el Alcázar de Madrid, posiblemente en alguna de las estancias con vistas a los jardines.
El conjunto comenzó a dispersarse a finales del siglo XVI. El pintor Van Dyck llevó a Londres el Perseo y Andrómeda, obra que posiblemente había adquirido en Milán y que previamente había pasado a ser propiedad del escultor milanés Pompeyo Leoni, activo en Madrid y de quien se sabe que envió varias pinturas importantes a su casa natal. En 1704 Felipe V regaló otras tres de las pinturas (Diana y Calisto, Diana y Acteón y El rapto de Europa) al embajador francés, duque de Gramont; pasaron a la colección del Regente de Francia Felipe II de Orleans y, a partir de la Revolución francesa, sufrieron las vicisitudes de la llamada Colección Orleans. Al final de la Guerra de Independencia José Bonaparte intentó sacar de España la Danae junto con una selección de la colección real de pintura, pero lo impidió el duque de Wellington, que fue el que finalmente se quedó con la pieza como regalo de agradecimiento por parte de Fernando VII.
En una ocasión única desde finales del siglo XVI y difícilmente repetible, en 2020-2021 las seis pinturas se reunieron en una exposición que pasó por tres sedes: National Gallery de Londres, Museo del Prado de Madrid e Isabella Stewart Gardner Museum de Boston; la muestra del Prado se complementó con más obras de diversos maestros .

## Precedentes y réplicas
Se ha señalado como precedente una serie semejante: los Amores de Júpiter de Correggio, con una adición de Parmigianino.
Tiziano replicó posteriormente las composiciones de varias de las obras en otras ocasiones, sobre todo en el caso de la Danae, que también había representado de forma similar años antes.

## La serie
Las obras de la serie pintada para Felipe II, con indicación del museo donde se conservan, son:

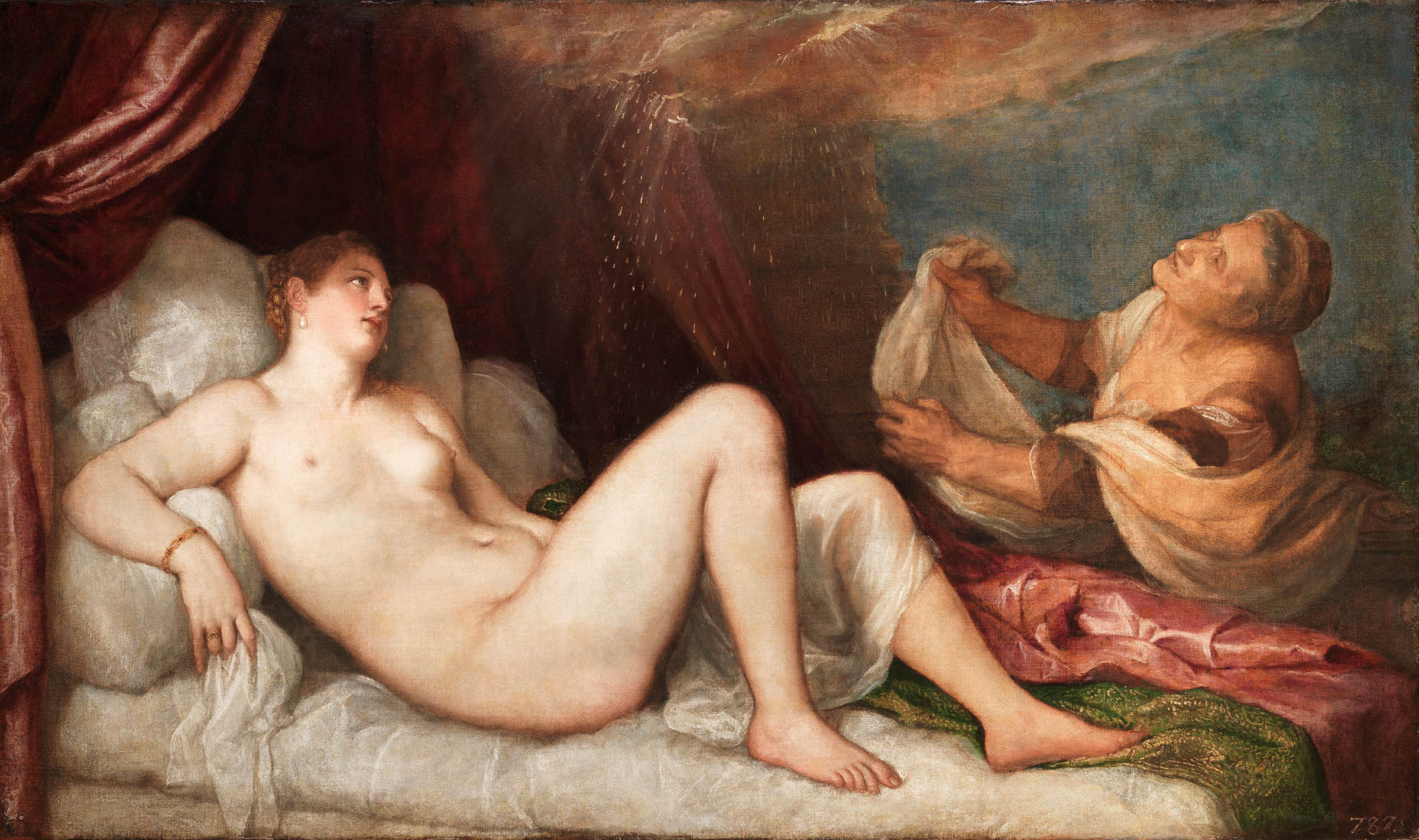
Danae recibiendo la lluvia de oro (versión conservada en la Wellington Collection, Apsley House, Londres).
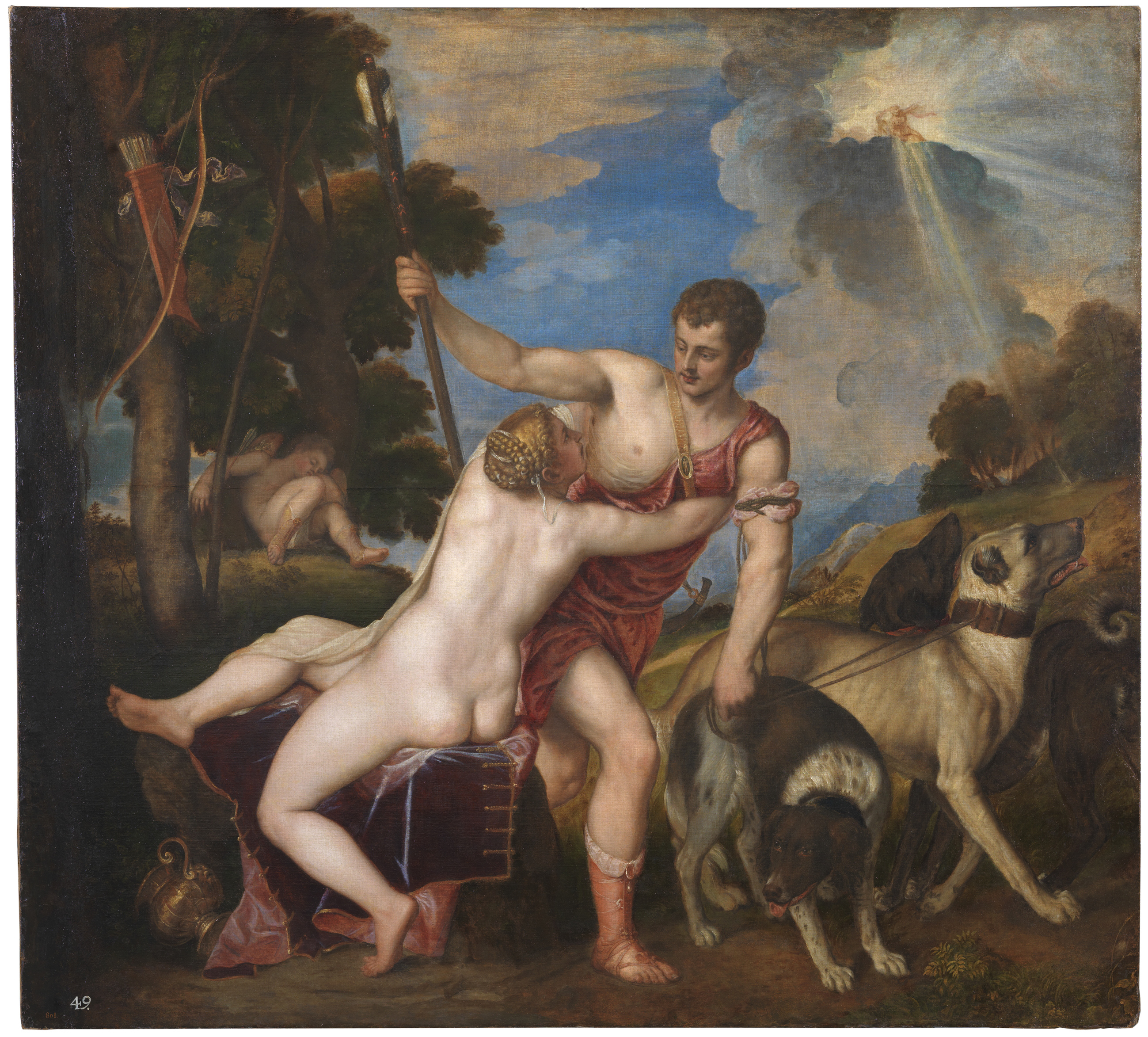
Venus y Adonis (Museo del Prado, Madrid).

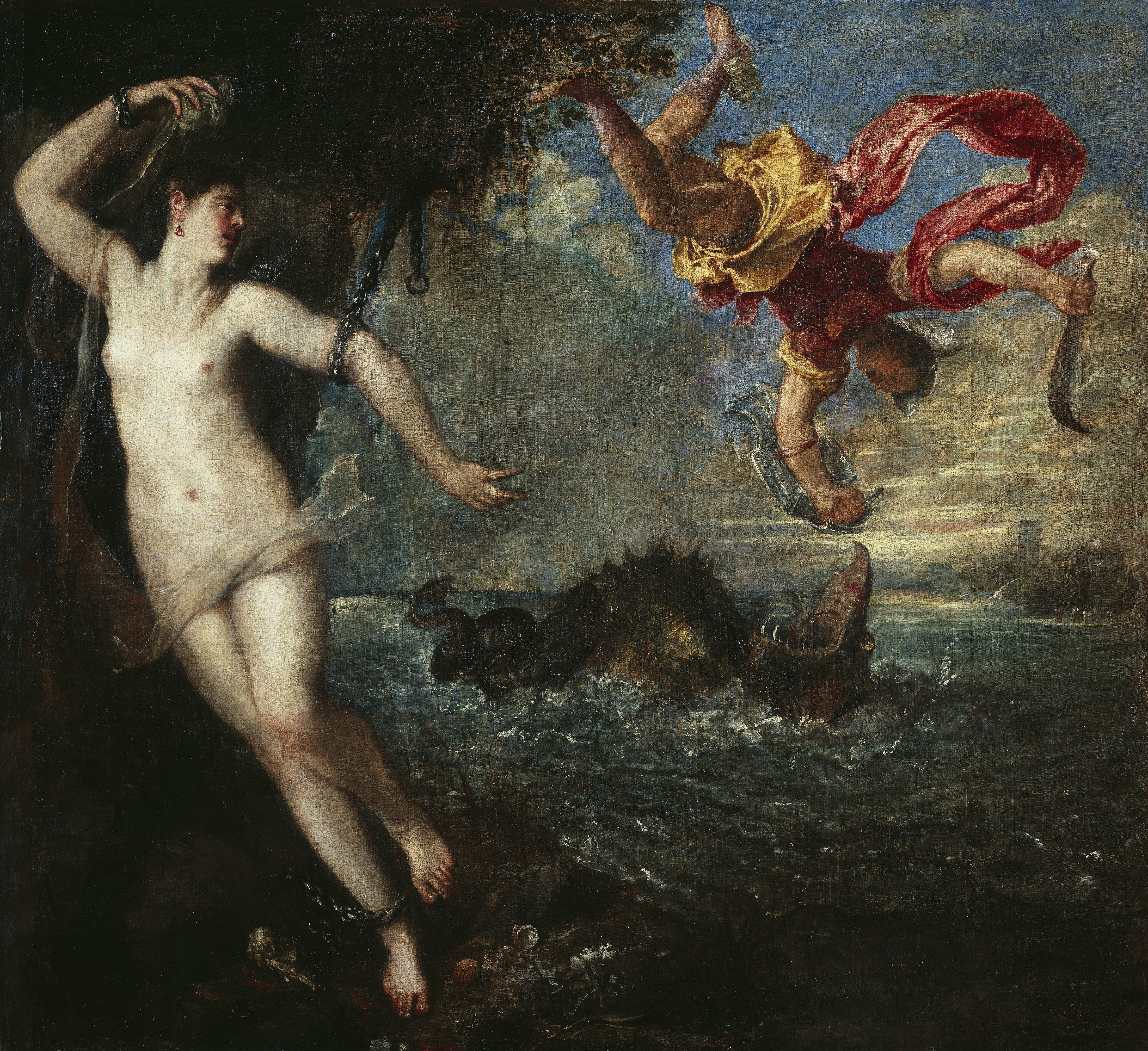
Perseo y Andrómeda (Wallace Collection, Londres).
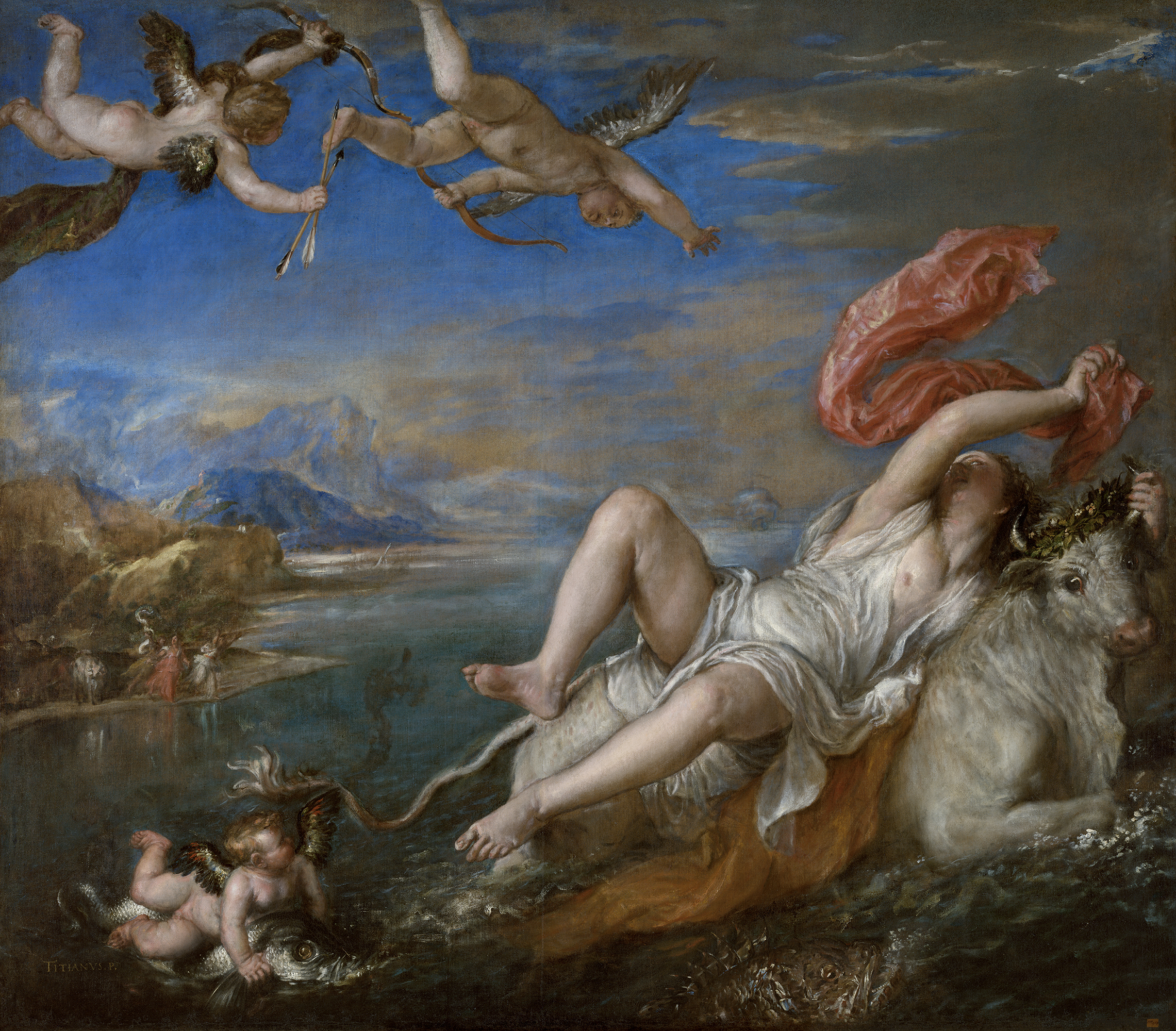
El rapto de Europa (Isabella Stewart Gardner Museum, Boston).

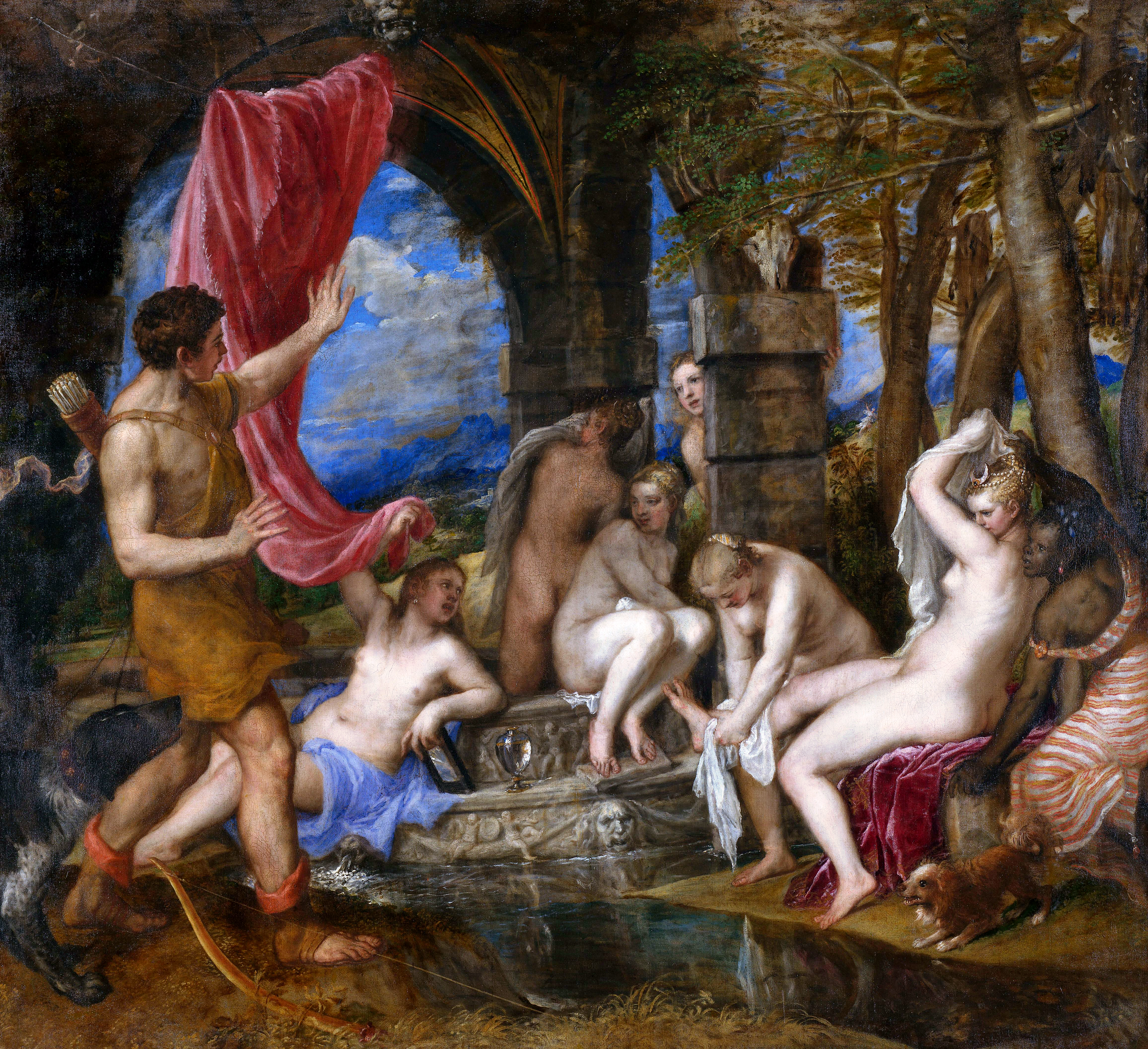
Diana y Acteón (National Galleries of Scotland, Edimburgo, y National Gallery, Londres).
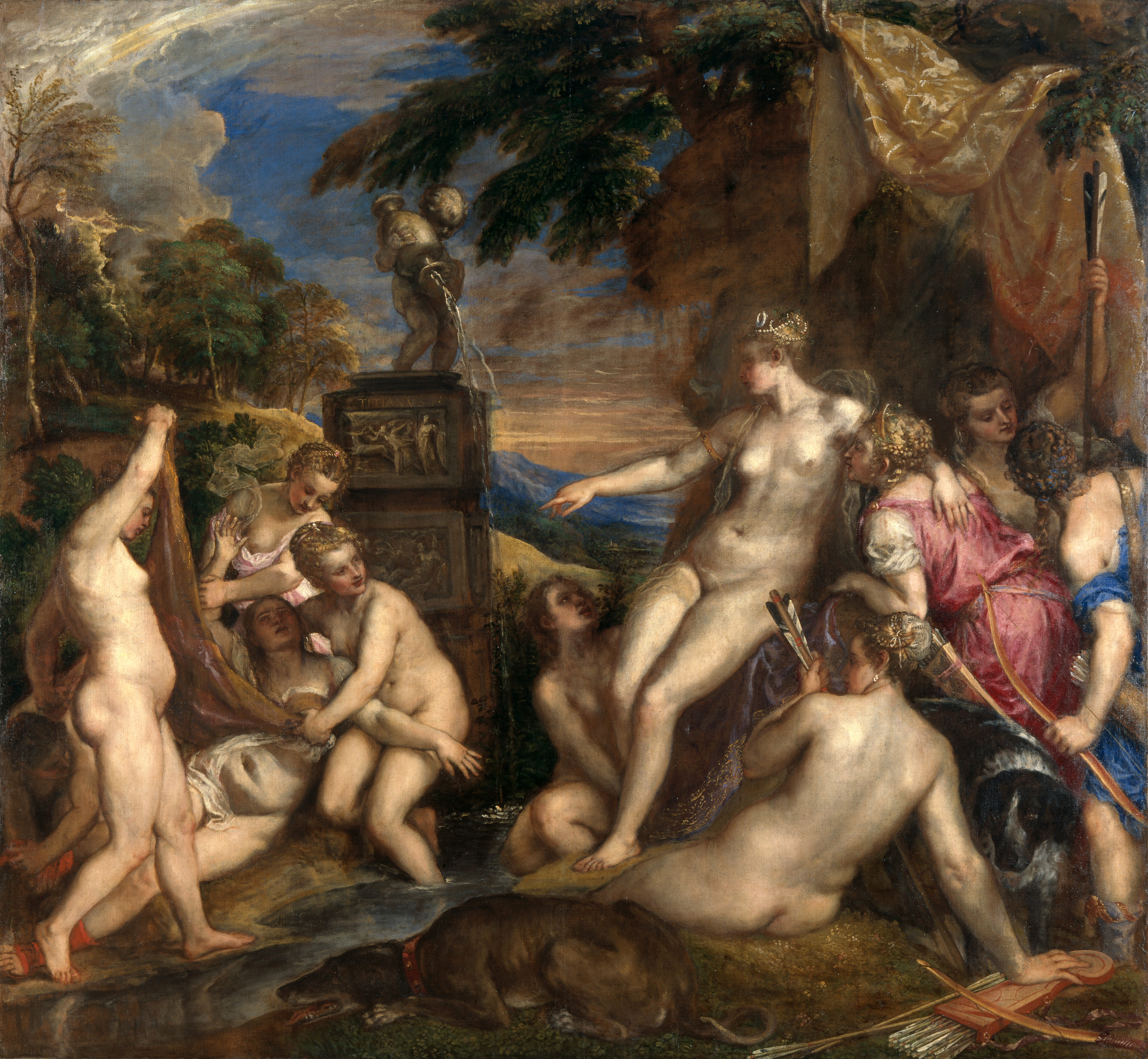
Diana y Calisto (National Galleries of Scotland, Edimburgo, y National Gallery, Londres).

Es posible que hubiera planificado al menos dos obras más, que no entregó al rey: Medea y Jasón (prevista desde 1554, pero que parece ser que no se realizó) y Muerte de Acteón (1559, que finalmente debió de destinar a otro cliente y que se conserva en la National Gallery).

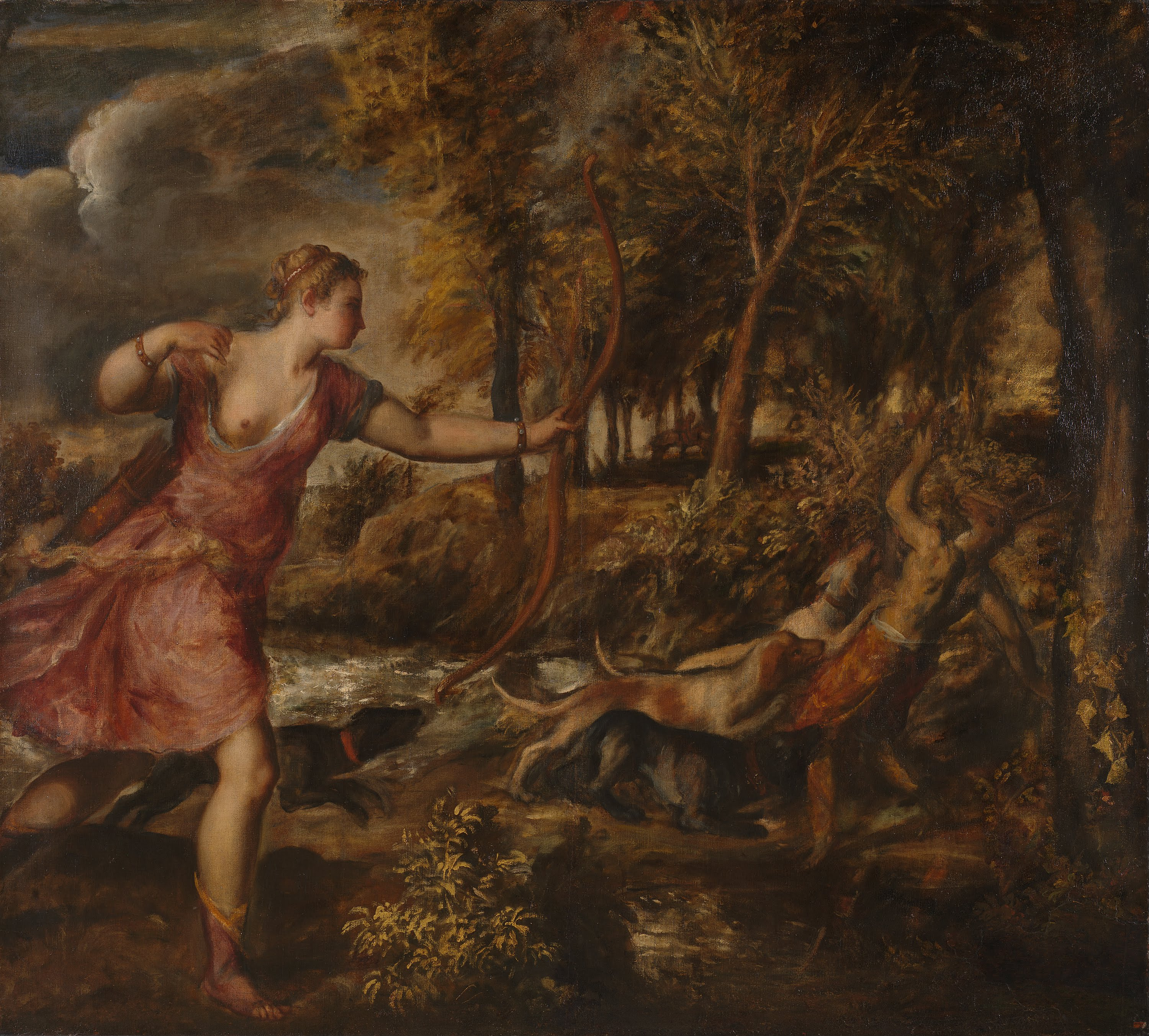
La muerte de Acteón.

Las obras se concibieron emparejadas, por razones estéticas: La Dánae recibiendo la lluvia de oro junto con el Venus y Adonis, para mostrar tridimensionalmente el cuerpo femenino (desde delante y desde detrás); Perseo y Andrómeda junto con El Rapto de Europa buscan la profundidad y acentúan los escorzos; Diana y Acteón y Diana y Calisto buscan un tratamiento más emocional (los affetti -"afectos"-) a través de las posturas y expresiones de las figuras, la pincelada (breve y deshecha) y el oscurecimiento de la paleta, con pigmentos menos puros.

## Valoración ética
En su época las obras mitológicas y los desnudos recibían reproches desde un punto de vista teológico y moralista cristiano, llegándose a exhibir en "salas secretas" fuera de la vista del público general.
En la década de 1970 la crítica feminista empezó a identificar estas obras como "cultura de la violación".